# Poropanchax normani
Poropanchax normani es una especie de peces de la familia de los pecílidos en el orden de los ciprinodontiformes. Se les denominan Killis, están presentes en todo el cuerno de África. Se adaptan a condiciones de agua muy variopintas con una capacidad asombrosa. Pueden adaptarse a temperaturas entre los 21 y 40 °C y pH entre 3,1 y 9,5. Viven tanto en zonas de vegetación muy numerosas como en zonas totalmente desprovistas de ella.

## Morfología
Los machos pueden alcanzar los 4 cm de longitud total.

## Distribución geográfica
Se encuentran en África: Senegal, Gambia, Sierra Leona, Guinea, Liberia, Níger, Nigeria, Costa de Marfil, Ghana, Chad, Camerún, República Centroafricana, el tramo sudanés del Nilo Blanco, Benín y Togo.